# Plan Holland
Plan Holland was tijdens de Tweede Wereldoorlog een plan dat door de Britse Special Operations Executive (SOE) werd gemaakt om Nederland te bevrijden. De Britten noemden dit het Plan for Holland.
Op 25 april 1942 werd het Plan door SOE-chef Colin Gubbins voorgelegd aan Mattheus de Bruyne, chef van de Nederlandse Centrale Inlichtingen Dienst (CID). De Bruyne moest SOE-agenten leveren, zonder precies te weten wat het Plan omhelsde. Het zou om een invasie op het vasteland gaan, ergens in België, misschien nog zuidelijker.
Om de uitvoering van dit Plan mogelijk te maken, zond SOE samen met CID agenten naar Nederland om daar het verzet te organiseren, inlichtingen naar Engeland door te geven en sabotage te plegen. De eerste agenten werden aan wal gezet, al gauw werden de anderen geparachuteerd. Ook deze agenten werden slachtoffer van het Englandspiel. Zij werden direct gearresteerd en door de Duitsers gebruikt om misleidende berichten naar Engeland te sturen. Het waren onder andere:
| Datum             | Naam                                                                                  | Agent       | Hoe                     | Waar                                                                                    | Arrestatie                                                                        |
| ----------------- | ------------------------------------------------------------------------------------- | ----------- | ----------------------- | --------------------------------------------------------------------------------------- | --------------------------------------------------------------------------------- |
| 26 juni 1942      | Joseph Bukkens George Jambroes                                                        | SOE SOE     | gedropt gedropt         | Kallenkote, Overijssel Kallenkote, Overijssel                                           | meteen gearresteerd meteen gearresteerd                                           |
| 23 juli 1942      | Gerard John van Hemert                                                                | SOE         | gedropt                 | Holten, Overijssel                                                                      | meteen gearresteerd                                                               |
| 24 september 1942 | Karel Beukema toe Water Cees Droogleever Fortuyn Roelof Christiaan Jongelie Arie Mooy | SOE SOE SOE | gedropt gedropt gedropt | Rijssen, Overijssel Balloo, Drenthe Assen, Drenthe Valkenheide bij Leersum              | meteen gearresteerd meteen gearresteerd meteen gearresteerd                       |
| 21 oktober 1942   | Pieter Kamphorst Meindert Koolstra Michiel Pals                                       | SOE SOE     | gedropt gedropt gedropt | Ermelo, Gelderland Ermelo, Gelderland Ermelo, Gelderland                                | meteen gearresteerd meteen gearresteerd, assisteerde Steeksma meteen gearresteerd |
| 24 oktober 1942   | Hendrik Reinder Steeksma Humphrey Max Macaré Jan Charles Hofstede                     | SOE SOE SOE | gedropt gedropt gedropt | Steenwijk, Overijssel Steenwijk, Overijssel Holten, Overijssel                          | meteen gearresteerd meteen gearresteerd                                           |
| 28 oktober 1942   | Jacob Bakker Johannes Cornelis Dane                                                   | SOE SOE     | gedropt gedropt         | Holten, Overijssel Holten, Overijssel                                                   | meteen gearresteerd meteen gearresteerd                                           |
| 29 november 1942  | Arie Johannes de Kruijff George Lodewijk Ruseler                                      | SOE         | gedropt gedropt         | Ugchelen                                                                                | meteen gearresteerd meteen gearresteerd, marconist van De Kruijff                 |
| 30 november 1942  | Hermanus Johannes Overes                                                              | SOE         | gedropt                 | Amerongen, Utrecht                                                                      | meteen gearresteerd                                                               |
| 16 februari 1943  | Cornelis Carel Braggaar Cornelis Eliza van Hulsteijn                                  | SOE SOE     | gedropt gedropt         | In het IJsselmeer bij Hoorn In het IJsselmeer bij Hoorn                                 | meteen gearresteerd meteen gearresteerd                                           |
| 18 februari 1943  | Jan Christiaan Kist Gerrit van Os Pieter van der Wilden Willem van der Wilden         | SOE SOE SOE | gedropt gedropt gedropt | Holten, Overijssel Voorthuizen?, Gelderland Holten, Overijssel Voorthuizen?, Gelderland | meteen gearresteerd meteen gearresteerd meteen gearresteerd                       |
| 9 maart 1943      | Pieter Arnoldus Arendse Pieter Dourlein (1918-1976)                                   | SOE SOE     | gedropt gedropt         | Ermelo, Gelderland Ermelo, Gelderland                                                   | meteen gearresteerd meteen gearresteerd (ontsnapt uit Haaren)                     |
| 21 april 1943     | Freek Rouwerd Ivo van Uijtvanck Antonius Johannes Wegner                              | SOE SOE SOE | gedropt gedropt gedropt | Garderen, Gelderland Garderen, Gelderland In het IJsselmeer bij Hoorn                   | meteen gearresteerd meteen gearresteerd meteen gearresteerd                       |
| 21 mei 1943       | Oscar Willem de Brey Anton Mink Laurens Punt                                          | DOE SOE     | gedropt gedropt gedropt | Garderen, Gelderland Garderen, Gelderland Garderen, Gelderland                          | meteen gearresteerd meteen gearresteerd meteen gearresteerd                       |

40 van alle agenten zijn op 6 of 7 september in Mauthausen ter dood gebracht, de overigen zijn vermist.
N.B. Niet alle agenten zijn op deze lijst vermeld.
 Pieter Dourlein heeft het door zijn ontsnapping overleefd.